# Ndera
Ndera è un settore (imirenge) del Ruanda, parte della Provincia di Kigali e capoluogo del distretto di Gasabo.